# Vellozia costata
Vellozia costata är en enhjärtbladig växtart som beskrevs av Lyman Bradford Smith och Edward Solomon Ayensu. Vellozia costata ingår i släktet Vellozia och familjen Velloziaceae. Inga underarter finns listade.